# Elk County (Kansas)
Elk County is een county in de Amerikaanse staat Kansas.
De county heeft een landoppervlakte van 1.676 km² en telt 3.261 inwoners (volkstelling 2000). De hoofdplaats is Howard.